# Rhytiphora dallasii
Rhytiphora dallasii es una especie de escarabajo longicornio del género Rhytiphora, tribu Pteropliini, subfamilia Lamiinae. Fue descrita científicamente por Pascoe en 1869.
Se distribuye por Australia. Mide aproximadamente 33,75 milímetros de longitud.